# Duits voetbalkampioenschap 1910/11
1910/11 was het negende Duitse voetbalkampioenschap ingericht door de DFB. Net zoals de voorbije twee jaar vaardigden de twee Berlijnse bonden elk één club af, al zou dit wel voor de laatste keer zijn. Viktoria 89 werd voor de tweede keer kampioen en was ook al twee keer verliezend finalist en mag zich dus met recht een van de sterkste clubs van voor de Eerste Wereldoorlog noemen.

## Deelnemers aan de eindronde
Tasmania Rixdorf moest als kampioen van de Markse voetbalbond eerst een barrage spelen tegen de kampioen van de VBAV, Berliner Sport-Club en won deze met 4-2. 
| Club                      | Gekwalificeerd als                      |
| ------------------------- | --------------------------------------- |
| SC Lituania Tilsit        | Kampioen Noordoost-Duitsland            |
| FC Askania Forst          | Kampioen Zuidoost-Duitsland             |
| Berliner TuFC Viktoria 89 | Kampioen Berlijn                        |
| TuFC Tasmania Rixdorf     | Kampioen Markse voetbalbond             |
| VfB Leipzig               | Kampioen Midden-Duitsland               |
| Kieler FV Holstein 1902   | Kampioen Noord-Duitsland                |
| Duisburger SpV            | Kampioen West-Duitsland                 |
| Karlsruher FV             | Kampioen Zuid-Duitsland/Titelverdediger |

## Eindronde

### Kwartfinale
| Datum      | Teams                     | Teams | Teams                 | Uitslag        | Stadion                  |
| 7 mei 1911 | Karlsruher FV             | –     | TuFC Tasmania Rixdorf | 4:0 (1:0)      | Fürth, Platz der SpVgg   |
| 7 mei 1911 | FC Askania Forst          | –     | VfB Leipzig           | 2:3 (1:1)      | Cottbus, Alemannia-Platz |
| 7 mei 1911 | FV Holstein Kiel          | –     | Duisburger SpV        | 3:1 (1:1)      | Bremen, Platz des BSC    |
| 7 mei 1911 | Berliner TuFC Viktoria 89 | –     | SC Lituania Tilsit    | teruggetrokken | Berlijn                  |

Lituania Tilsit trok zich terug uit de competitie omdat meerdere spelers geen vrij kregen van hun werkgever, hierdoor kreeg Viktoria Berlin een bye voor de halve finale.
Fritz Förderer zette titelverdediger KFV na 17 minten op voorsprong. Rixdorf kon nog tot de 70ste minuut enigszins standhouden, maar kreeg dan nog drie goals om de oren, nog twee van Förderer en een van Gottfried Fuchs.
Leipzig kwam in de 22ste minuut op voorsprong dankzij een doelpunt van Hans Dolge, maar nog voor de rust maakte Emil Schulz de gelijkmaker. In de 82ste en 83ste minuut maakte Emil Feiler twee goals voor Leipzig en kwam zo 1-3 voor. Twee minuten later maakte Richard Koßwig de aansluitingstreffer, maar het was Leipzig dat naar de halve finale ging.
In de wedstrijd tussen Kiel en Duisburg stond het aan de rust gelijk dankzij een goal van Ernst Möller (Kiel) en Heinrich Fischer (Duisburg). In de 71ste minuut zette Möller de Noord-Duitsers op voorsprong en kort voor het affluiten trapte de deen Sophus Nielsen de 3-1 binnen.

### Halve finale
| Datum       | Teams            | Teams | Teams                     | Uitslag   | Stadion                               |
| 21 mei 1911 | Karlsruher FV    | –     | VfB Leipzig               | 0:2 (0:1) | Frankfurt am Main, Platz der Victoria |
| 21 mei 1911 | FC Holstein Kiel | –     | Berliner TuFC Viktoria 89 | 0:4 (0:2) | Hamburg, Sportplatz Hoheluft          |

Heinrich Riso maakte in de 39ste minuut de 0-1 voor Leipzig en in de 69ste minuut maakte Emil Feiler de 0-2.
Viktoria won met duidelijke cijfers van Kiel. Paul Kugler en Willi Worpitzky scoorden voor de rust en in de tweede helft scoorden Robert Krüger en opnieuw Worpitzky.

### Finale
| Datum       | Teams                     | Teams | Teams       | Uitslag   | Stadion                                       |
| 4 juni 1911 | Berliner TuFC Viktoria 89 | –     | VfB Leipzig | 3:1 (1:0) | Dresden, Sportplatz an der Hygieneausstellung |

Beide teams plaatsten zich al voor de vierde keer voor de finale en speelden voor 12.000 toeschouwers in Dresden. In de 42ste minuut opende Worpitzky de score voor Viktoria en in de 52ste minuut maakte Paul Kugler de 2-0. In de 82ste minuut maakte Riso de aansluitingstreffer, maar zes minuten later maakte Worpitzky alweer een doelpunt.

## Topschutters
|    | Speler          | Club                      | Goals                   |
| -- | --------------- | ------------------------- | ----------------------- |
| 1. | Willi Worpitzky | Berliner TuFC Viktoria 89 | 4                       |
| 2. | Fritz Förderer  | Karlsruher FV             | 3 (in twee wedstrijden) |
| 3. | Emil Feiler     | VfB Leipzig               | 3 (in drie wedstrijden) |